# Милениум Доум
Милениум Доум или Купол на хилядолетието (на английски: Millennium Dome) е огромен купол на полуостров Гринуич в Югоизточен Лондон, построен специално за експозицията, посветена на настъпването на новото трето хилядолетие. Куполът е построен по проект на Ричард Роджърс и е сред най-големите сгради в света по използваем обем. Експозицията е отворена за посещения от 1 януари до 31 декември 2000 г. Проектът и експозицията будят противоречиви отзиви и не успяват да привлекат 12 милиона посетители, както е предвидено. След закриването на експозицията експонатите са продадени или демонтирани.
В доклад от 2005 г. се посочва, че от първоначално отпуснатите 48 акра за проекта са нараснали до 170 акра (с околните пространства), а разходите за управление са възлезли на 28,7 милиона паунда. Стойността на застроената площ е оценена на 48 милиона паунда и те биха могли да покрият разходите, ако структурата се разруши, но е решено тя да бъде запазена. Превърната е в многофункционалната зала „O2 арена“.
Нулевият меридиан преминава край купола, а най-близката станция на лондонското метро е Северен Гринуич на линия Юбилейна (Jubilee line).